# Atractus maculatus
Espèce
Synonymes
- Isoscelis maculata Günther, 1858

Atractus maculatus est une espèce de serpents de la famille des Dipsadidae.

## Répartition
Cette espèce est endémique du Brésil. Elle se rencontre dans les États d'Espirito Santo, de Rio de Janeiro et du Paraná.
Selon Passos, Fernandes, Bérnils & Moura-Leite, 2010, elle se rencontre dans les États de l'Alagoas et du Pernambouc. Les populations du sud appartenant à Atractus zebrinus.

## Description
Les mâles mesurent jusqu'à 360 mm sans la queue et les femelles jusqu'à 284 mm sans la queue.

## Publication originale
- Günther, 1858 : Catalogue of Colubrine Snakes in the Collection of the British Museum, London, p. 1-281 (texte intégral).